# Laas (Liebschützberg)

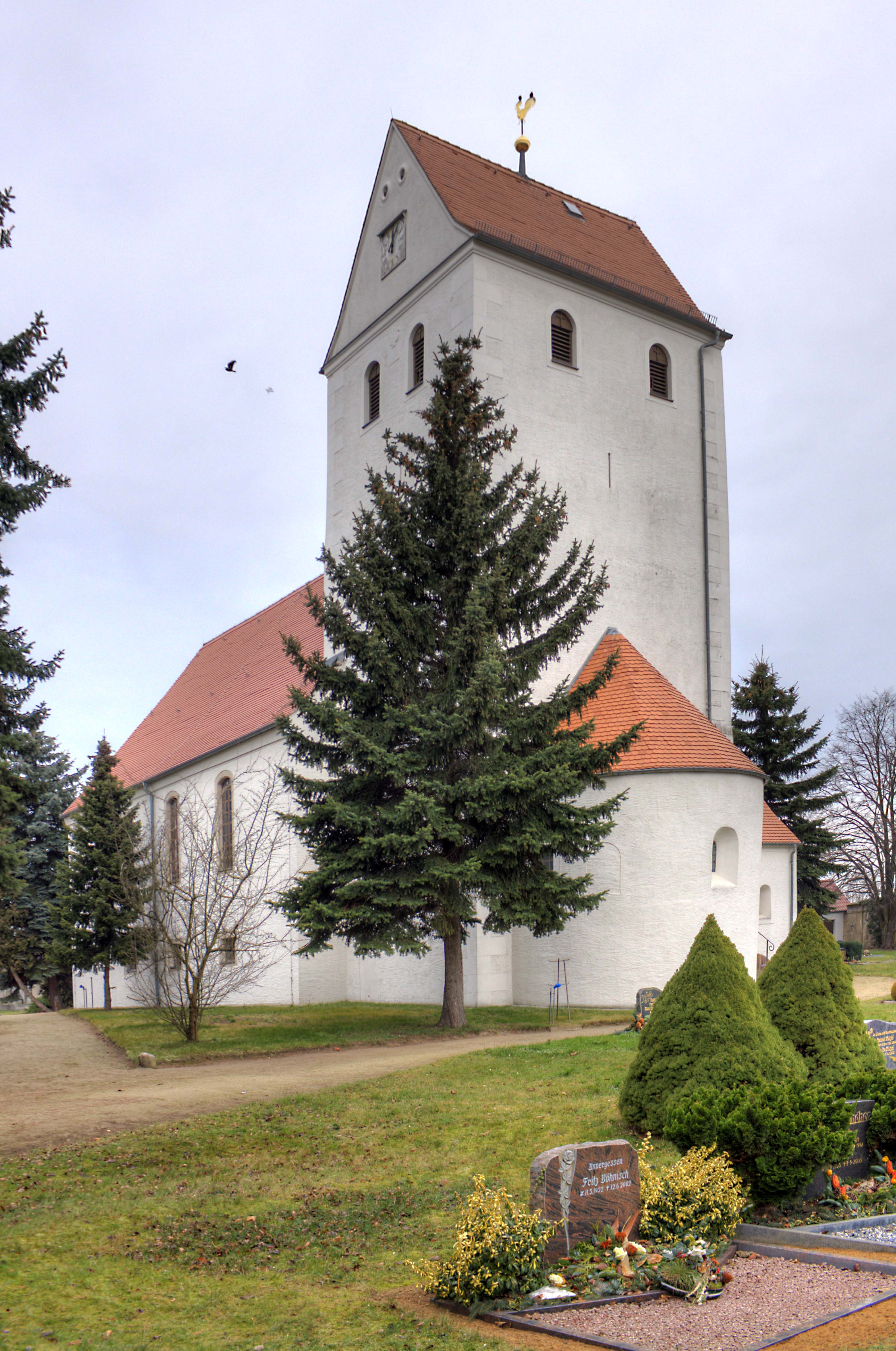
Kirche in Laas (2014)

Laas ist ein Ortsteil der Gemeinde Liebschützberg im Landkreis Nordsachsen in Sachsen.

## Geografie und Verkehrsanbindung
Der Ort liegt nordöstlich von Oschatz und nordwestlich von Strehla an der S 27. Östlich fließt die Elbe. Südlich des Ortes verläuft die B 6 und östlich die B 182.

## Geschichte

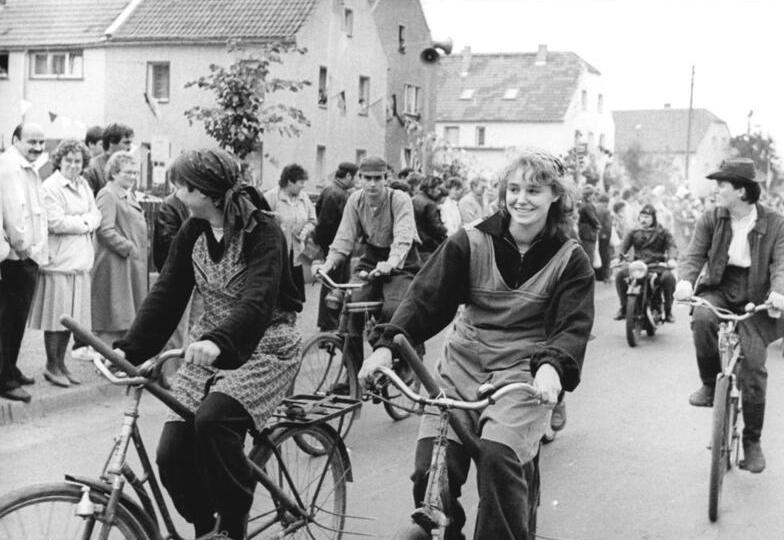
Erntefestumzug am 17. Oktober 1987 in Laas

Am 1. Juli 1950 wurde die bis dahin eigenständige Gemeinde Klötitz eingegliedert.

## Kulturdenkmale

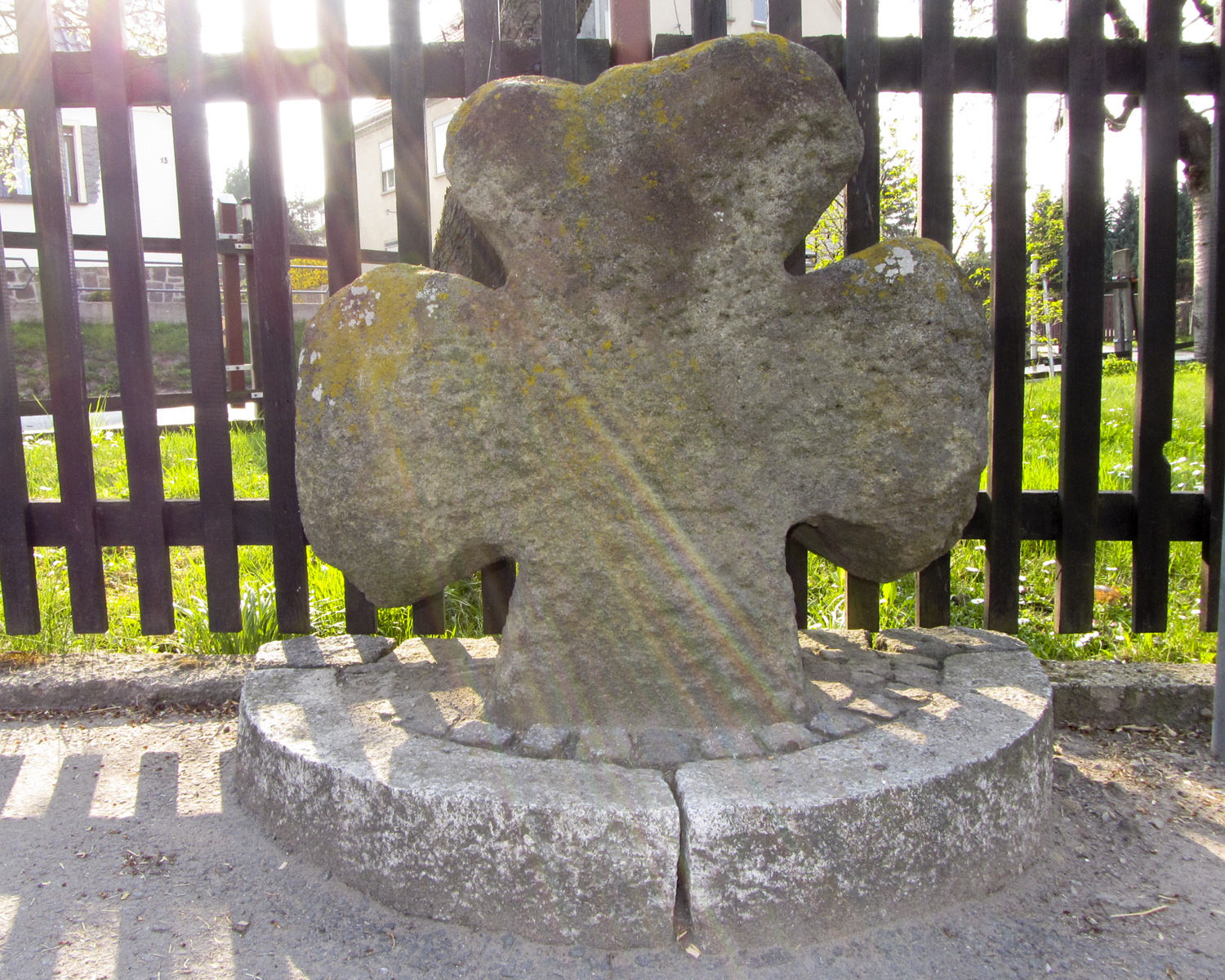
Steinkreuz

In der Liste der Kulturdenkmale in Liebschützberg sind für Laas sechs Kulturdenkmale aufgeführt, darunter 
- die aus dem 12. Jahrhundert stammende romanische Chorturmkirche, ein verputzter Bruchsteinbau mit einem eingezogenen wehrhaften, querrechteckigen Chorturm. Die Apsis trägt romanische Fenster im Osten, der Saal ist mit Korbbogenfenstern ausgestattet, die Sakristei an der Nordseite hat einen Zugang zum Beinhaus.

Die Einfriedung des Kirchhofs besteht aus Bruchsteinmauerwerk mit kräftigen Stützpfeilern.